# Ugo Riccarelli
Ugo Riccarelli (Cirié, provincia de Turín, 3 de diciembre de 1954 - Roma, 21 de julio de 2013) fue un escritor italiano.

## Biografía
Nacido en Cirié, fue hijo de padres de origen toscano. Asistió a la Facultad de Filosofía de la Universidad de Turín.
Ha colaborado con varios periódicos y revistas, como La Repubblica, Il Sole 24 Ore, Diario, Grazia, Il Tirreno, Il Corriere della Sera. Sus libros han sido traducidos y vendidos a varios idiomas y países.
Trabajó en la Oficina de Prensa de Pisa y en los últimos años en Roma, donde murió el 21 de julio de 2013.

## Premios
- 1996: Premio Literario Chianti con Le scarpe appese al cuore (Los zapatos que cuelgan del corazón);
- 1998: Premio Campiello con Un uomo che forse si chiamava Schulz (Un hombre que acaso se llamaba Schulz);
- 2002: Premio Coni con L'angelo di Coppi (El ángel de Coppi);
- 2004: Premio Società dei Lettori y Premio Strega con su novela Il dolore perfetto (El dolor perfecto);
- 2007: Premio Campiello Europa con El dolor perfecto;
- 2013: Premio Campiello con 'L amore graffia il mondo.

## Obras
- Le scarpe appese al cuore. Storia di un trapianto, Milano, Feltrinelli, 1995. ISBN 88-07-81322-X; Milano, Mondadori, 2003. ISBN 88-04-51439-6.
- Un uomo che forse si chiamava Schulz, Casale Monferrato, Piemme, 1998. ISBN 88-384-3197-3.
- Stramonio, Casale Monferrato, Piemme, 2000. ISBN 88-384-4629-6; Torino, Einaudi, 2009. ISBN 978-88-06-19687-5.
- L'angelo di Coppi, Milano, Mondadori, 2001. ISBN 88-04-49413-1.
- Il dolore perfetto, Milano, Mondadori, 2004. ISBN 88-04-52411-1.
- Pensieri crudeli, Napoli, Librería Dante & Descartes, 2004. ISBN 978-88-88142-64-7; Roma, Perrone, 2006. ISBN 978-88-6004-062-0.
- Zingare, streghe e stregoni. Diario scompaginato di un anno stregato, Milano, Telecom Italia, 2005.
- Un mare di nulla, Milano, Mondadori, 2006. ISBN 88-04-55032-5.
- Comallamore, Milano, Mondadori, 2009. ISBN 978-88-04-58533-6.
- Diletto, Roma, Voland, 2009. ISBN 978-88-6243-043-2.
- La Repubblica di un solo giorno, Milano, Mondadori, 2011. ISBN 978-88-04-60670-3.
- Ricucire la vita, Milano, Piemme Voci, 2011. ISBN 978-88-566-1683-5.
- L'amore graffia il mondo, Milano, Mondadori, 2012. ISBN 978-88-04-61627-6.
- Garrincha, Roma, Perrone, 2013. ISBN 978-88-6004-268-2.

Sus obras han sido traducidas al francés, español, inglés, alemán, neerlandés, albanés, lituano, hebreo, coreano y griego.